# Drosophila franii
Drosophila franii är en tvåvingeart som beskrevs av Hunter 1988. Drosophila franii ingår i släktet Drosophila och familjen daggflugor.
Artens utbredningsområde är Colombia.